# Marbeck-Kreis
Der Marbeck-Kreis (auch Marpeck-Kreis genannt) war eine nach Pilgram Marbeck (Marpeck) benannte Vereinigung innerhalb der oberdeutschen Täuferbewegung. Eigenbezeichnungen dieser Bewegung, die um die Mitte des 16. Jahrhunderts die täuferische Theologie in Süddeutschland dominierte, waren Bilgramiten (nach dem Vornamen Marbecks), Bundesgenossen oder Christgläubige Bundesgenossen.

## Hintergrund
Ausgangspunkt für die Entstehung des Marbeck-Kreises war das Bemühen Pilgram Marbecks, die gespaltene oberdeutsche Täuferbewegung zu einigen.
Unter den Täufern des süddeutschen Raumes gab es zwischen den Anhängern Hans Dencks und Hans Huts erhebliche Auseinandersetzungen, die zwar auf der so genannten Augsburger Märtyrersynode (1527) zunächst geschlichtet worden waren, sich aber erneut entzündeten, als viele Anhänger Huts als Flüchtlinge nach Straßburg kamen und damit an die zentrale Wirkungsstätte Hans Dencks. Außerdem brachte der von Emden nach Straßburg geflohene Chiliast Melchior Hofmann erhebliche Unruhe in die im Elsass ansässigen Täuferkreise.
1529 kam Hans Bünderlin aus dem oberösterreichischen Linz nach Straßburg und wandte sich mit einer Schrift gegen den äußerlichen Gottesdienst, den er auch in der Täuferbewegung praktiziert sah. Wahre Anbeter – so Bünderlin unter Berufung auf das 4. Kapitel des Johannes-Evangeliums – würden Gott "im Geist und in der Wahrheit" dienen. Zwar seien im Urchristentum mit Taufe und Abendmahl noch äußerliche Handlungen vollzogen worden, doch dies sei ausschließlich mit Rücksicht auf die dem Judentum entstammenden Christen geschehen, die noch am Buchstaben des Gesetzes gehangen hätten. Seine Schriften blieben nicht ohne Folgen – vor allem bei den Täufern Denckscher Prägung.
Um 1530 spalteten sich innerhalb des oberdeutschen Täufertums zwei Gruppen ab: die Melchioriten (benannt nach Melchior Hofmann) und die Bünderlinschen. Die übrigen Täufer beriefen Marbeck zu ihrem Vorsteher. Nach dessen Fortgang Anfang 1532 trat Marbecks Freund Leopold Scharnschlager die Nachfolge an.
Eine weitere Bruchlinie innerhalb der Täuferbewegung entstand durch die Hutterer, die die Gütergemeinschaft der Jerusalemer Urgemeinde auf radikale Weise nachzuahmen versuchten und sie zu einem Konstitutivum ihrer Lehre und ihrer Praxis gemacht hatten. Andere täuferische Gemeinden hatten verstanden die Gütergemeinschaft nach Apostelgeschichte 2 und 4 eher als Unterstützung in Notlagen und Hilfe auf Gegenseitigkeit. Die Hutterer schickten Sendboten aus und warben – vor allem in Täuferkreisen – für ihr Gemeindemodell. In der Folge grenzten sich viele Täufer von der Gütergemeinschaft insgesamt ab.
Während Marbecks Einigungsbemühungen bei den Hutterern auf unüberwindliche Widerstände stießen, ließen sich 1554 circa 600 Vertreter der Täuferbewegung von Marbeck, der relativ unbehelligt als Wasserbaumeister in Augsburg lebte, nach Straßburg einladen. An den beiden folgenden Täuferkonferenzen konnte Marbeck nicht mehr teilnehmen; er starb Ende 1556. Diese Täufer-Treffen gelten, was ihre Wirksamkeit angeht, als historische Höhepunkte des Marbeck-Kreises.

## Gemeinden des Marbeck-Kreises
Pilgram Marbeck baute ein Netz von täuferischen Konventikeln und Gemeinden auf, das sich von Graubünden bis Württemberg und vom Elsass bis nach Mähren und Wien erstreckte. Über Sendbriefe und Reisen hielten die einzelnen Gemeinden untereinander Kontakt. Koordiniert wurden diese Kontakte unter anderem von einem gemeinsamen Ältestenkreis. Die Gemeinden des Marbeck-Kreises waren zum einen als relativ offene Konventikel aufgebaut, hatten jedoch zum anderen auch einen ekklesialen Anspruch. Sie führten Taufe und Abendmahl durch und verstanden sich als sichtbare Kirche Christi.
Der Marbeck-Kreis kann in diesem Zusammenhang als eine von mehreren überregionalen Sammlungsbewegungen der Täuferbewegung der späten Reformationszeit angesehen werden. Weitere Sammlungsbewegungen bildeten die Mennoniten, die Hutterer und in abgeschwächter Form die Schweizer Brüder, die einen Teil der Täuferbewegung mit einem konzeptionären Ansatz sammeltem und so einen Prozess der Konfessionalisierung einleiteten. Anders als die kommunitär lebenden Hutterer oder die durch Binnenmigration aufs Land gekennzeichneten Schweizer Brüder bestand der Marbeck-Kreis jedoch vor allem aus städtisch geprägten Gemeinden. Der Marbeck-Kreis entwarf ein Gemeindemodell, das es seinen Mitgliedern ermöglichte, neben der Teilnahme an täuferischen Zusammenkünften weiterhin auch eine städtisch-bürgerliche Lebensform beibehalten zu können. In dieser Hinsicht konkurrierte und überschnitt sich der Marbeck-Kreis teilweise mit den spiritualistischen Schwenkfeldianern, die ebenfalls in mehreren süddeutschen Städten Konventikel gebildet hatten. Um städtisches Bürgerrecht erwerben zu können, waren viele Täufer des Marbeck-Kreises auch bereit, einen Eid zu leisten, was sie zum Beispiel von den deutlich kompromissloseren Schweizer Brüdern unterschied.
Gemeinden des Marbeck-Kreises bestanden unter anderem in Straßburg, Augsburg, Wien, Znaim und Austerlitz. Die bereits 1528 gegründete und auf die Stäbler zurückgehende Gemeinde der Austerlitzer Brüder war in den ersten Jahren ihres Bestehens noch kommunitär verfasst, gab das Prinzip der Gütergemeinschaft jedoch bald wieder auf. Die Austerlitzer Brüder besaßen zum Teil auch Tochtergemeinden wie zum Beispiel im nahen Butschowitz. Durch Übertritte zu den Hutterern bildete sich 1537 auch eine kleine hutterische Gemeinschaft in Austerlitz. Im Jahr 1541 bemühten sich Marbeck und der Älteste der Austerlitzer Brüder Cornelius Veh bei einem Besuch der Hutterer auf deren Hauptsitz in Schakwitz diese zu einem Zusammenschluss beider Gruppen zu bewegen, was jedoch nicht gelang. 1559 kam es in Znaim und Eibenschitz auch zu theologischen Gesprächen mit der Brüderunität.

## Schriften des Marbeck-Kreises

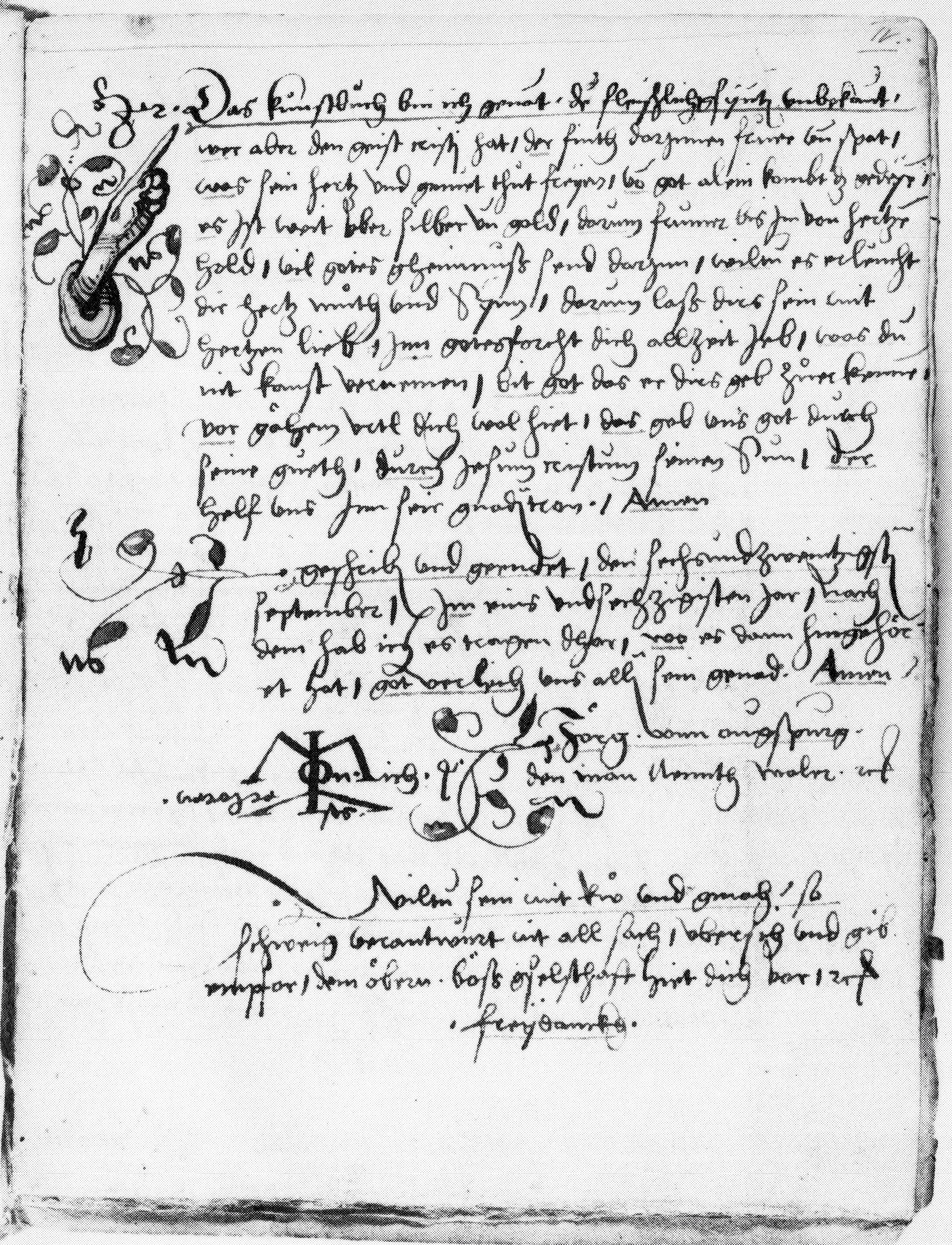
Titelseite des Kunstbuches, einer Sammlung von Schriften des Marbeck-Kreises

Die Kirchengeschichtler J. F. Gerhard Goeters und Heinold Fast entdeckten 1955 durch Zufall in der Burgerbibliothek Bern (Schweiz) eine Sammlung von Briefen und Schriften der oberdeutschen Täufer. Die Sammlung, die von Jörg Probst Rotenfelder, genannt Jörg, der Maler aus Augsburg, um 1560 zusammengestellt worden ist, trägt den Titel Das Kunstbuch. Sie wurde inzwischen in der Reihe Quellen zur Geschichte der Täufer mit ausführlichen Kommentierungen und einem textkritischen Apparat herausgegeben. Der weitaus größte Teil der hier zusammengestellten Schriften kann dem Marbeck-Kreis zugeordnet werden. Verfasser sind unter anderem Pilgram Marbeck, Leonhard Schiemer, Christian Entfelder, Leupold Scharnschlager und Jörg Probst Rotenfelder (Jörg Maler).